# Fujian Nanzi Paiqiu Dui 2015-2016
Questa voce raccoglie le informazioni riguardanti il Fujian Nanzi Paiqiu Dui nelle competizioni ufficiali della stagione 2015-2016.

## Organigramma societario
Area direttiva
- Presidente: Zheng Min

Area tecnica
- Allenatore: Teng Maomin
- Secondo allenatore: Li Jun

Area sanitaria
- Medico: Wu Shenggui

## Rosa
| N° | Nome            | Ruolo | Data di nascita   | Nazionalità sportiva |
| -- | --------------- | ----- | ----------------- | -------------------- |
| 1  | Yao Qingda      | C     | 27 novembre 1992  | Cina                 |
| 2  | Lai Xiaomin     | P     | 17 agosto 1982    | Cina                 |
| 3  | Lin Guolin      | S     | 2 settembre 1990  | Cina                 |
| 4  | Lin Mingsheng   | S     | 26 settembre 1995 | Cina                 |
| 5  | Rao Shuhan      | C     | 23 dicembre 1996  | Cina                 |
| 6  | Ning Pengju     | S/O   | 16 novembre 1995  | Cina                 |
| 7  | Xu Hanhua       | C     | 30 marzo 1991     | Cina                 |
| 8  | Guo Cheng       | P     | 12 novembre 1994  | Cina                 |
| 9  | Chen Yiyang     | C     | 15 maggio 1995    | Cina                 |
| 10 | Bian Jianyu     | S/O   | 1º gennaio 1995   | Cina                 |
| 11 | Ke Junhuang     | L     | 28 giugno 1994    | Cina                 |
| 12 | Shi Jianping    | S     | 27 aprile 1995    | Cina                 |
| 13 | Jin Yijian      | S     | 7 marzo 1995      | Cina                 |
| 14 | Chen Qiaofeng   | S/O   | 8 marzo 1994      | Cina                 |
| 15 | Teng Shupeng    | L     | 10 giugno 1995    | Cina                 |
| 16 | Guan Jian       | P     | 29 ottobre 1995   | Cina                 |
| 17 | Lin Hong        | S     | 8 febbraio 1999   | Cina                 |
| 18 | Yu Guanghui     | S/O   | 6 marzo 1995      | Cina                 |
| 19 | Chen Chien-chen | S     | 20 novembre 1989  | Taipei cinese        |

## Mercato
| Acquisti | Acquisti        | Acquisti      | Acquisti   |
| R.       | Nome            | da            | Modalità   |
| -------- | --------------- | ------------- | ---------- |
| S        | Lin Hong        | ?             | definitivo |
| S        | Chen Chien-chen | Taichung Bank | definitivo |

| Cessioni | Cessioni           | Cessioni | Cessioni   |
| R.       | Nome               | a        | Modalità   |
| -------- | ------------------ | -------- | ---------- |
| C        | Chen Chongwei      | ?        | definitivo |
| S        | Garrett Muagututia | Tianjin  | definitivo |
| S        | Jayson Jablonsky   | PAOK     | definitivo |

## Risultati

### Volleyball League A

#### Regular season

##### Prima fase
| 1ª giornata - 15 novembre 2015 Shuangliu County Sports Center, Chengdu      | Sichuan  | 3 - 1 | Fujian   | 13-25, 25-19, 25-18, 32-30        |
| 2ª giornata - 19 novembre 2015 Fujian Normal University Gymnasium, Fuzhou   | Fujian   | 0 - 3 | Sichuan  | 23-25, 15-25, 18-25               |
| 3ª giornata - 22 novembre 2015 Fujian Normal University Gymnasium, Fuzhou   | Fujian   | 3 - 2 | Zhejiang | 25-23, 24-26, 23-25, 25-18, 15-10 |
| 4ª giornata - 26 novembre 2015 Luwan Gymnasium, Shanghai                    | Shanghai | 3 - 1 | Fujian   | 22-25, 25-22, 25-19, 25-13        |
| 5ª giornata - 29 novembre 2015 University of Technology Gymnasium, Nanchino | Jiangsu  | 2 - 3 | Fujian   | 25-27, 25-22, 25-22, 18-25, 9-15  |
| 6ª giornata - 3 dicembre 2015 Shijiazhuang Zhongshan Stadium, Shijiazhuang  | Hebei    | 1 - 3 | Fujian   | 22-25, 25-11, 23-25, 22-25        |
| 7ª giornata - 6 dicembre 2015 Fujian Normal University Gymnasium, Fuzhou    | Fujian   | 3 - 2 | Hebei    | 24-26, 25-17, 21-25, 25-21, 15-10 |
| 8ª giornata - 10 dicembre 2015 Deqing County Sports Center Stadium, Deqing  | Zhejiang | 1 - 3 | Fujian   | 19-25, 20-25, 25-17, 18-25        |
| 9ª giornata - 13 dicembre 2015 Fujian Normal University Gymnasium, Fuzhou   | Fujian   | 0 - 3 | Shanghai | 17-25, 20-25, 18-25               |
| 10ª giornata - 17 dicembre 2015 Fujian Normal University Gymnasium, Fuzhou  | Fujian   | 1 - 3 | Jiangsu  | 21-25, 25-20, 18-25, 19-25        |

##### Seconda fase
| 11ª giornata - 24 dicembre 2015 Fujian Normal University Gymnasium, Fuzhou | Fujian   | 3 - 1 | Bayi     | 24-26, 25-21, 25-20, 25-18        |
| 12ª giornata - 27 dicembre 2015 Fujian Normal University Gymnasium, Fuzhou | Fujian   | 1 - 3 | Beijing  | 18-25, 25-20, 24-26, 10-25        |
| 13ª giornata - 31 dicembre 2015 University Students Gymnasium, Pechino     | Bayi     | 2 - 3 | Fujian   | 25-16, 24-26, 27-25, 22-25, 13-15 |
| 14ª giornata - 3 gennaio 2016 Glory Stadium, Pechino                       | Beijing  | 3 - 0 | Fujian   | 25-19, 25-14, 25-17               |
| 15ª giornata - 7 gennaio 2016 Fujian Normal University Gymnasium, Fuzhou   | Fujian   | 0 - 3 | Henan    | 15-25, 17-25, 15-25               |
| 16ª giornata - 10 gennaio 2016 Fujian Normal University Gymnasium, Fuzhou  | Fujian   | 2 - 3 | Shandong | 19-25, 25-18, 22-25, 25-23, 11-15 |
| 17ª giornata - 14 gennaio 2016 Nanyang City Sports Center Stadium, Nanyang | Henan    | 3 - 1 | Fujian   | 25-21, 23-25, 32-30, 25-19        |
| 18ª giornata - 17 gennaio 2016 Zibo City Sports Center Arena, Zibo         | Shandong | 1 - 3 | Fujian   | 25-21, 24-26, 28-30, 25-27        |

## Statistiche

### Statistiche di squadra
| Competizione        | Punti | In casa | In casa | In casa | In trasferta | In trasferta | In trasferta | Totale | Totale | Totale |
| Competizione        | Punti | G       | V       | P       | G            | V            | P            | G      | V      | P      |
| ------------------- | ----- | ------- | ------- | ------- | ------------ | ------------ | ------------ | ------ | ------ | ------ |
| Volleyball League A | 11    | 9       | 3       | 6       | 9            | 5            | 4            | 18     | 8      | 10     |
| Totale              | -     | 9       | 3       | 6       | 9            | 5            | 4            | 18     | 8      | 10     |

G = partite giocate; V = partite vinte; P = partite perse

### Statistiche dei giocatori
| Giocatore | Volleyball League A | Volleyball League A | Volleyball League A | Volleyball League A | Volleyball League A | Totale | Totale | Totale | Totale | Totale |
| Giocatore | P                   | PT                  | AV                  | MV                  | BV                  | P      | PT     | AV     | MV     | BV     |
| --------- | ------------------- | ------------------- | ------------------- | ------------------- | ------------------- | ------ | ------ | ------ | ------ | ------ |
| Bian J.   | ?                   | ?                   | ?                   | ?                   | ?                   | ?      | ?      | ?      | ?      | ?      |
| Chen C.   | ?                   | 300                 | 276                 | 13                  | 11                  | ?      | 300    | 276    | 13     | 11     |
| Chen Q.   | ?                   | ?                   | ?                   | ?                   | ?                   | ?      | ?      | ?      | ?      | ?      |
| Chen Y.   | ?                   | ?                   | ?                   | ?                   | ?                   | ?      | ?      | ?      | ?      | ?      |
| Guan J.   | ?                   | ?                   | ?                   | ?                   | ?                   | ?      | ?      | ?      | ?      | ?      |
| Guo C.    | ?                   | ?                   | ?                   | ?                   | ?                   | ?      | ?      | ?      | ?      | ?      |
| Jin Y.    | ?                   | ?                   | ?                   | ?                   | ?                   | ?      | ?      | ?      | ?      | ?      |
| Ke J.     | ?                   | ?                   | ?                   | ?                   | ?                   | ?      | ?      | ?      | ?      | ?      |
| Lai X.    | ?                   | ?                   | ?                   | ?                   | ?                   | ?      | ?      | ?      | ?      | ?      |
| Lin G.    | ?                   | ?                   | ?                   | ?                   | ?                   | ?      | ?      | ?      | ?      | ?      |
| Lin H.    | ?                   | ?                   | ?                   | ?                   | ?                   | ?      | ?      | ?      | ?      | ?      |
| Lin M.    | ?                   | ?                   | ?                   | ?                   | ?                   | ?      | ?      | ?      | ?      | ?      |
| Ning P.   | ?                   | ?                   | ?                   | ?                   | ?                   | ?      | ?      | ?      | ?      | ?      |
| Rao S.    | ?                   | ?                   | ?                   | 64                  | ?                   | ?      | ?      | ?      | 64     | ?      |
| Shi J.    | ?                   | ?                   | ?                   | ?                   | ?                   | ?      | ?      | ?      | ?      | ?      |
| Teng S.   | ?                   | ?                   | ?                   | ?                   | ?                   | ?      | ?      | ?      | ?      | ?      |
| Xu H.     | ?                   | ?                   | ?                   | 43                  | ?                   | ?      | ?      | ?      | 43     | ?      |
| Yao Q.    | ?                   | ?                   | ?                   | ?                   | ?                   | ?      | ?      | ?      | ?      | ?      |
| Yu G.     | ?                   | ?                   | ?                   | ?                   | ?                   | ?      | ?      | ?      | ?      | ?      |

P = presenze; PT = punti totali; AV = attacchi vincenti; MV = muri vincenti; BV = battute vincenti